# Katahira Rina
Katahira Rina (片平里菜; Hepburn: Rina Katahira; Fukusima, 1992. május 12. –) japán pop-rock énekes-dalszövegíró. Menedzsmentje a Sony Music Artists, kiadója a Pony Canyon. Katahira 2011-ben elnyerte a zsűri különdíját tizenéves zenészeknek rendezett Szenkó Riot fesztiválon. Ő volt az első, aki szólóelőadóként debütált a Sony Marketing Japan és a Walkman márka közös szervezésű PlayYou.House projektéjéből. Producere Jamada Takahiro, az Asian Kung-Fu Generation alternatív rockegyüttes basszusgitárosa.

## Diszkográfia

### Kislemezek
|    | Megjelenés          | Cím                            | Formátum | Katalógusszám               | Oricon helyezés |
| -- | ------------------- | ------------------------------ | -------- | --------------------------- | --------------- |
| 1. | 2013. augusztus 7.  | Nacu no joru                   | CD       | PCCA–03871                  | 44              |
| 2. | 2014. január 15.    | Onna no ko va nakanai          | CD       | PCCA–03959                  | 18              |
| 3. | 2014. április 30.   | Oh Jane/Anata                  | CD       | PCCA–04010                  | 28              |
| 4. | 2015. február 25.   | Daremo ga/Kemutai              | CD+DVD   | PCCA–4175 (korlátozott)     | 25              |
| 4. | 2015. február 25.   | Daremo ga/Kemutai              | CD       | PCCA–4176 (normál)          | 25              |
| 5. | 2015. augusztus 28. | Dare ni datte Cinderella Story | CD+DVD   | PCCA–04276 (korlátozott)    | 37              |
| 5. | 2015. augusztus 28. | Dare ni datte Cinderella Story | CD       | PCCA–04277 (normál)         | 37              |
| 6. | 2016. január 13.    | Kono namida vo siranai         | CD       | PCCA–70468 (korlátozott)    | 15              |
| 7. | 2016. április 27.   | Kecoru                         | CD+DVD   | PCCA–04378 (korlátozott)    | 24              |
| 7. | 2016. április 27.   | Kecoru                         | CD       | PCCA–04379 (normál)         | 24              |
| 7. | 2016. április 27.   | Kecoru                         | CD       | PCCA–70741 (Majoiga-kiadás) | 24              |
| 8. | 2017. március 1.    | Namae                          | CD+DVD   | PCCA–04500 (korlátozott)    | 44              |
| 8. | 2017. március 1.    | Namae                          | CD       | PCCA–04501 (normál)         | 44              |

#### Digitális kislemezek
| Megjelenés       | Cím           | Formátum           |
| ---------------- | ------------- | ------------------ |
| 2013. január 16. | Hadzsimari ni | Digitális letöltés |
| 2017. június 21. | Lucy          | Digitális letöltés |

### Albumok

#### Stúdióalbumok
|   | Megjelenés         | Cím         | Formátum | Katalógusszám           | Oricon helyezés |
| - | ------------------ | ----------- | -------- | ----------------------- | --------------- |
| 1 | 2014. augusztus 6. | amazing sky | CD+DVD   | PCCA–4064 (korlátozott) | 12              |
| 1 | 2014. augusztus 6. | amazing sky | CD       | PCCA–4065 (normál)      | 12              |
| 2 | 2016. február 3.   | Daremo ga   | CD+DVD   | PCCA–4339 (korlátozott) | 8               |
| 2 | 2016. február 3.   | Daremo ga   | CD       | PCCA–4340 (normál)      | 8               |
| 3 | 2017. december 20. | Ai no szei  | CD       | PCCA–4605               | 42              |

### Koncertfelvételek
|   | Megjelenés         | Cím                                                 | Formátum | Katalógusszám | Oricon helyezés |
| - | ------------------ | --------------------------------------------------- | -------- | ------------- | --------------- |
| 1 | 2017. augusztus 9. | Katahira Rina Hall Tour 2017 03. 05 Nakano Sunplaza | DVD+CD   | PCBP–53215    | 26              |

### Közreműködések

#### Kislemezek
| Szerep     | Megjelenés        | Cím                    | Előadó                       | Formátum | Katalógusszám              | Oricon helyezés |
| ---------- | ----------------- | ---------------------- | ---------------------------- | -------- | -------------------------- | --------------- |
| Vendégének | 2015. december 9. | Uszo vo cuku kucsibiru | Tokyo Ska Paradise Orchestra | CD+DVD   | CTCR–40375/B (korlátozott) | 16              |
| Vendégének | 2015. december 9. | Uszo vo cuku kucsibiru | Tokyo Ska Paradise Orchestra | CD       | CTCR–40376 (normál)        | 16              |

#### Albumok
| Típus          | Megjelenés         | Cím                                                                  | Formátum     | Katalógusszám  | Dal                   |
| -------------- | ------------------ | -------------------------------------------------------------------- | ------------ | -------------- | --------------------- |
| Válogatásalbum | 2012. június 27.   | Asian Kung-Fu Generation presents Nano-Mugen Compilation 2012        | CD (2 lemez) | KSCL–2056/2057 | Hadzsimari ni         |
| Válogatásalbum | 2014. december 10. | Ao haru Ride: Music Ride                                             | CD           | ESCL–4321      | Onna no ko va nakanai |
| Válogatásalbum | 2015. április 1.   | Vatasi to Drecom 2: Drecom Wonderland 2015 kaiszai kinen Best Covers | CD           | ESCL–4394      | Megane gosi no szora  |
| Válogatásalbum | 2016. január 27.   | 30th Anniversary The Blue Hearts Re-mix: Re-spect                    | CD           | TKCA–74324     | Dzsónecu no bara      |

## Fordítás
- Ez a szócikk részben vagy egészben a Katahira Rina című Generasia-szócikk ezen változatának fordításán alapul. Az eredeti cikk szerkesztőit annak laptörténete sorolja fel.